# Порецьке (Нижньогородська область)
Порецьке (рос. Порецкое) — присілок в Вадському районі Нижньогородської області Російської Федерації.
Населення становить 26 осіб. Входить до складу муніципального утворення Новомирська сільрада.

## Історія
Від 2009 року входить до складу муніципального утворення Новомирська сільрада.

## Населення
| 1999 | 2002 | 2010 |
| ---- | ---- | ---- |
| 41   | ↘25  | ↗26  |